# Stahlhammer
Stahlhammer est un groupe de metal industriel et Neue Deutsche Härte autrichien. Formé en 1992, ils incorporent des éléments de punk hardcore, groove metal, metal industriel et metal symphonique dans leurs chansons. Le groupe compte un total de six albums, dont la majorité des chansons sont chantées en allemand. Leur dernier album, Opera Noir, est sorti en mars 2006.

## Biographie
En 1995, le groupe publie son premier album Killer Instinkt. Cet album est stylistiquement associé au thrash metal. Sur cet album figure aussi une reprise de la chanson Another Brick in the Wall de Pink Floyd. Par la suite, le chanteur Gary Wheeler quitte le groupe, et est remplacé par Georgij Alexandrowitsch Makazaria avec qui le groupe enregistre les albums Wiener blut et Feind hört mit (1999),. Stahlhammer reprend sur ce dernier, deux chansons célèbres de Falco (Mutter, der Mann mit dem Koks ist da et Jeanny). Après cet album, Makazaria quitte le groupe pour poursuivre d'autres projets.
Après quelques années d'accalmie, le groupe publie Eisenherz en 2002 avec le retour du chanteur Gary Wheeler. En 2004, le groupe publie son cinquième album, suivi d'une tournée en Europe. L'album contient une reprise de la chanson Out of the Dark de Falco. Leur dernier album, Opera Noir, comprend des reprises de chansons des années 1980 comme notamment In the Air Tonight de Phil Collins.

## Membres

### Membres actuels
- Gary Wheeler - chant, guitare, synthétiseur
- Michael Stocker - batterie
- Peter Karolyi - basse

### Anciens membres
- Niko Stössl - guitare
- Thomas Schuler - guitare
- Conrad Schrenk - guitare
- Georgij Alexandrowitsch Makazaria - chant
- Alexander Nefzger - synthétiseur

## Discographie

### Albums studio
- 1995 : Killer Instinkt
- 1997 : Wiener blut
- 1999 : Feind hört mit
- 2002 : Eisenherz
- 2004 : Stahlmania
- 2006 : Opera Noir

### Singles
- 1997 : Wiener Blut